# Хестон, Крис
Кристофер Ли Хестон (англ. Christopher Lee Heston, род. 10 апреля 1988 года) — американский профессиональный бейсболист, выступающий на позиции питчера в низших лигах за фарм-клубы «Сан-Франциско Джайентс». Самым большим достижением Хестона в МЛБ стал ноу-хитер, сыгранный им 9 июня 2015 года, и который стал 17 ноу-хитером в истории «Джайентс».

## Профессиональная карьера

### Сан-Франциско Джайентс
Хестон дебютировал в МЛБ 13 сентября 2014 года в девятом иннинге матча против «Лос-Анджелес Доджерс». В своей первой игре в высшей лиге он отыграл иннинг, не позволив своим соперникам набрать ни одного очка. До конца сезона Хестон отыграл ещё три игры, включая одну в стартовом составе, в которой он отыграл пять 1⁄3 иннинга с ERA 5,06. Регулярный чемпионат «Джайентс» закончили с результатом 88-74, выиграли уайлд-карт и вышли в игры плей-офф и, в итоге, выиграли Мировую серию 2014 года. Сам Хестон ни разу не появился на поле в играх плей-офф, однако всё равно заработал право на чемпионский перстень.
Сезон 2015 года Хестон начал в фарм-клубе уровня ААА «Сакраменто Ривер Кэтс», однако в связи с травмой Мэтта Кейна 7 апреля был отозван в основную команду. Уже 8 апреля в матче против «Аризоны Даймондбэкс» он отыграл шесть иннингов и одержал свою первую победу в МЛБ. В игре Крис позволил соперникам набрать два очка и сделал пять страйкаутов. 12 мая Хестон отыграл полную игру против «Хьюстон Астрос», в которой пропустил всего два хита и одно очко и сделал 10 страйкаутов. Таким образом он стал первым новичком «Джайентс» после Роджера Мэйсона (4 октября 1985 года), которому удалось отыграть полную игру и сделать не менее 10 страйкаутов, а также первым новичком «Джайентс» после Тима Линсекама и его выступления 1 июля 2007 года, которому удалось сделать более девяти страйкаутов.
9 июня 2015 года Хестон на домашнем стадионе «Нью-Йорк Метс» «Сити-филд» отыграл ноу-хитер, а его команда победила со счётом 5:0. Таким образом, Крис стал 22 новичком после 1900 года отыгравшим ноу-хитер в регулярном чемпионате высшей лиги. В игре Хестон сделал 11 страйкаутов и всего трём соперникам позволил добраться до первой базы, причём все трое оказались там после попадания в них мячом. Игру питчер закончил тремя страйкаутами в девятом иннинге. Последний раз такое удавалось Сэнди Куфаксу в 1965 году во время его совершенной игры против «Чикаго Кабс». Его же три попадания в отбивающих являются рекордными за последние 100 лет (последний раз случалось в 1914 году) и он является всего четвёртым питчером с 1914 года в игре которых все игроки, достигшие баз, добирались туда после попадания в них мячом. В этой же игре Хестон записал на свой счёт первый RBI.